# Райс, Анель
Ане́ль Энри́ке Райс Море́но (исп. Anel Enrique Ryce Moreno; 6 июля 2006) — панамский футболист, полузащитник клуба «Пласа Амадор» и молодёжной сборной Панамы. Выступает на правах аренды за одесский «Черноморец».

## Клубная карьера
Воспитанник «Пласа Амадор», за юношескую и молодёжную команду которой выступал с 2022 по 2024 год. В начале января 2024 года переведён в первую команду клуба. Дебютировал за взрослую команду «Пласа Амадор» 23 июля 2023 года в победном (3:0) выездном поединке 1-го тура зоны «Восток» Клаусуры чемпионата Панамы против «Депортиво дель Эсте». Анель вышел на 83-й минуте вместо Бласа Переса. Первым голом на профессиональном уровне отличился 30 июля 2023 года на 45+4-й минуте победного (3:0) домашнего матча 2-го тура Клаусуры чемпионата Панамы против «Альянсы». Райс вышел на поле в стартовом составе и отыграл весь матч. К концу февраля 2025 года сыграл 40 матчей в чемпионате Панамы, в которых отличился 1-м голом.
В начале февраля 2025 года стало известно о заинтересованности Райсом со стороны «Черноморца», с которым панамаец 28 февраля 2025 года подписал арендное соглашение. Впервые в заявку главной команды «моряков» попал 1 марта 2025 года в проигранном (0:1) домашнем поединке 19-го тура Премьер-лиги Украины против столичного «Левого берега», но просидел все 90 минут на скамейке запасных. Дебютировал за одесскую команду 6 марта 2025 года в проигранном (1:3) выездном поединке 20-го тура Премьер-лиги Украины против житомирского «Полесья». Анель вышел на поле на 69-й минуте вместо Йона Шпорна.

## Карьера в сборной
В футболке юношеской сборной Панамы (u-17) дебютировал 12 февраля 2023 года в победном (1:0) домашнем поединке 1-го тура юношеского чемпионата КОНКАКАФ (U-17) против сверстников из Гватемалы. Райс вышел на поле в стартовом составе и отыграл весь матч. Первым голом на международном уровне за юношескую сборную Панамы отметился 16 февраля 2023 года на 54-й минуте ничейного (1:1) поединка юношеского чемпионата КОНКАКАФ (U-17) против юношеской сборной Мексики (U-17). Анель вышел на поле в стартовом составе, а на 65-й минуте его заменил Джошуа Пьер. В общей сложности за команду U-17 сыграл 9 матчей и отличился 1-м голом.
В футболке молодёжной сборной Панамы дебютировал 25 января 2024 года в проигранном (0:3, по пенальти) выездном товарищеском поединке против молодёжной сборной Гватемалы. Райс вышел на поле в стартовом составе и отыграл весь матч.